# Лебедёк
Лебедёк — посёлок в Урицком районе Орловской области, России.
Входит в состав Городищенского сельского поселения.

## География
Расположена южнее деревни Лебёдка и западнее деревни Карелкино на правом берегу реки Цон.
Из Карелкино в Лебедёк заходит просёлочная дорога, образующая улицу Яблоневую.

## Население
| 2010 |
| ---- |
| 9    |